# 김인위
김인위(金因謂, 생몰년 미상)는 고려의 정치인으로, 문벌귀족이다. 본관은 경주이다. 현종과 이자연의 장인이며 순종, 선종, 숙종의 어머니인 인예태후의 외조부이다. 다른 문벌귀족과의 중첩된 혼인관계와 왕실과의 혼인으로 가문이 번창하였으며 인천 이씨와 더불어 고려 초기의 대표적인 문벌귀족이다.

## 생애
언제 태어났는지는 알 수 없으며, 신라 태종 무열왕의 11세손이자 원성왕의 후손이다. 아버지는 태자태보 좌복야를 지낸 김신웅이다. 1024년 정월, 딸이 현종의 덕비(德妃)로 책봉되었으며 그 해 9월에 상서좌복야 참지정사 주국 경조현개국남으로 임명되어 식읍 3백호를 내려받고 은퇴하였다. 문종 이후의 대다수의 왕손이 그의 후손이지만 고려사를 비롯한 역사서에 기록은 미비하며 그의 존재는 사위와 외손들의 묘지명을 통해 입증된다.

## 가계
- 아버지 : 김순웅(金順雄, 생몰년 미상)
  - 딸 : 원순숙비(元順淑妃, ? ~ 1055) - 현종의 제8비
  - 사위 : 현종(顯宗, 992~1031)
    - 외손녀 : 경성왕후(敬成王后, ? ~ 1086) - 덕종의 제1비

  - 딸 : 계림국대부인(鷄林國大夫人, 생몰년 미상)[5]
  - 사위 : 이자연(李子淵, 1003~1061)
    - 외손자 : 이정(李頲, 1025~1077)
    - 외손자 : 이적(李頔)
    - 외손자 : 이석(李碩)
    - 외손자 : 이의(李顗)
    - 외손자 : 혜덕왕사 소현(慧德王師 韶顯, 1038~1096)
    - 외손자 : 이호(李顥)
    - 외손자 : 이전(李顓)
    - 외손자 : 이안(李顔)
    - 외손녀 : 인예왕후 이씨(仁睿王后 李氏 ? ~ 1092) - 문종의 왕비
    - 외손녀 : 인경현비 이씨(仁敬賢妃 李氏, 생몰년 미상) - 문종의 제3비
    - 외손녀 : 인절현비 이씨(仁節賢妃 李氏, ? ~ 1082) - 문종의 제4비

  - 아들 : 김원충(金元沖, 생몰년 미상)
    - 손녀 : 용절덕비 김씨(容節德妃 金氏, ? ~ 1102) - 정종의 제4비
    - 손녀 : 인목덕비 김씨(仁穆德妃 金氏, ? ~ 1094) - 문종의 제5비

  - 아들 : 김원정(金元鼎, 생몰년 미상)
    - 손자 : 김지예(金之銳)
    - 손녀 : 김씨(金氏)[6] - 서정[7]의 처

  - 아들 : 김원황 (金元晃, ? ~ 1062) 
    - 손녀 : 낙랑국대부인 김씨(樂浪國大夫人)[8] - 유홍의 처, 명의왕후의 어머니
    - 손녀 : 낙랑군대부인 김씨(樂浪郡大夫人)[9] - 최유서의 처
    - 손자 : 김경용(金景庸, 1040~1125)

## 기타
- 문벌귀족
- 경주김씨